# Grand Canal Shoppes
El Grand Canal Shoppes es un centro comercial de 500,000 pies cuadrados adyacente al The Venetian Hotel & Casino en el strip de Las Vegas en Paradise, Nevada
El centro comercial fue abierto junto con el Venetian en 1999. La temática es venceiana, y en su interior tiene canales, donde las góndolas te llevan en todo el centro comercial. El centro comercial tiene pocas franquicias nacionales, como Ann Taylor y Banana Republic, y otras tiendas de diseñadores y tiendas exclusivas. Eventos en vivos son hechos  a menudo dentro del centro comercial.
Una expansión del Grand Canal Shoppes fue hecha en el 2007, al igual que el Palazzo Hotel & Casino.

## Historia
General Growth Properties adquirió el centro comercial de 400,000 sq ft a la compañía Las Vegas Sands en el 2004 por $776 millones.
Una expansión para el Grand Canal Shoppes fue completada en el 2007 como parte de la construcción del Palazzo Hotel & Casino.

## Venetian Macao
Una réplica exacta del  Grand Canal Shoppes con tres canales fue construido en el The Venetian Macao en Macao, China.

## Galería

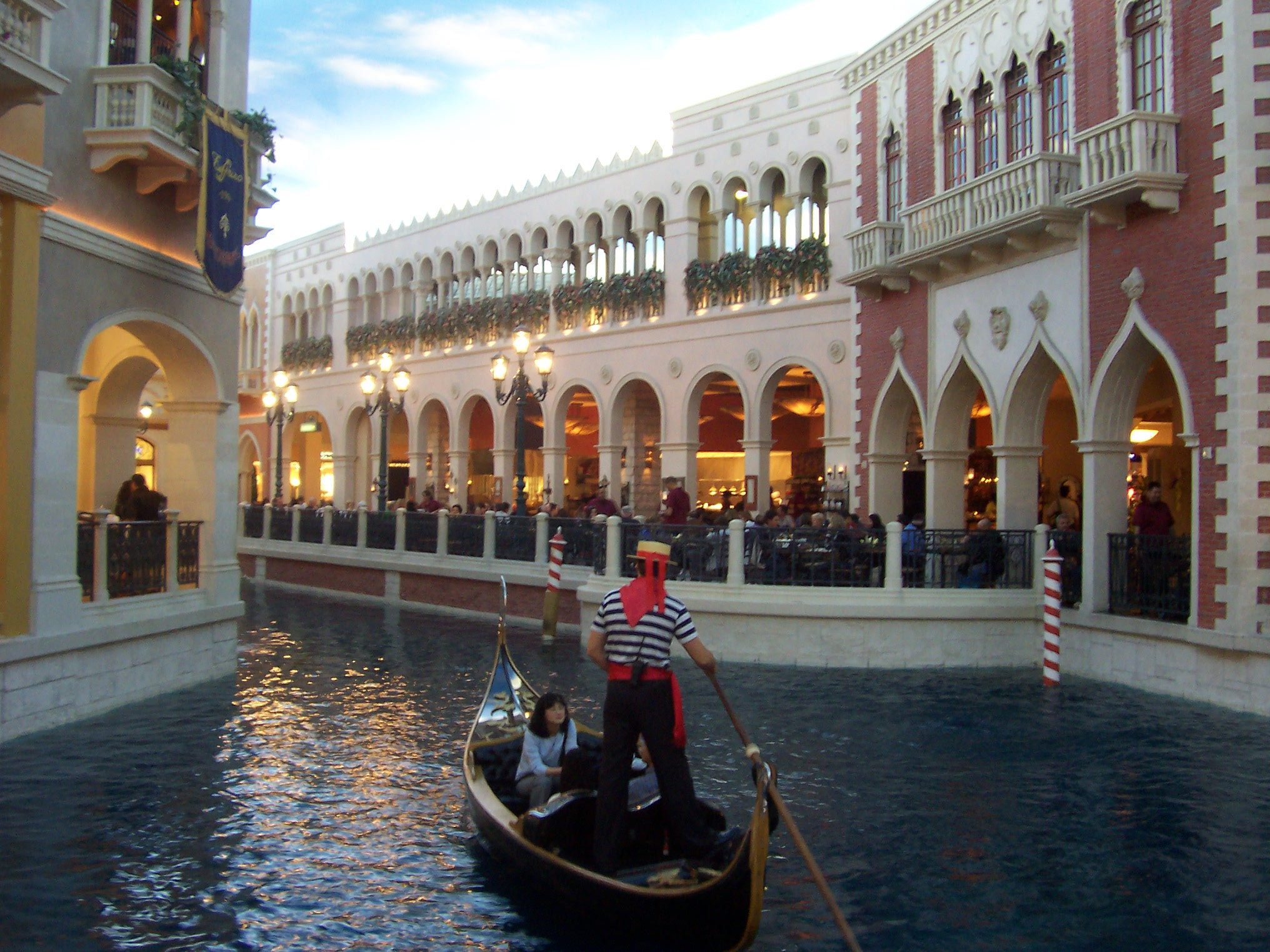
Góndola en el Venetian
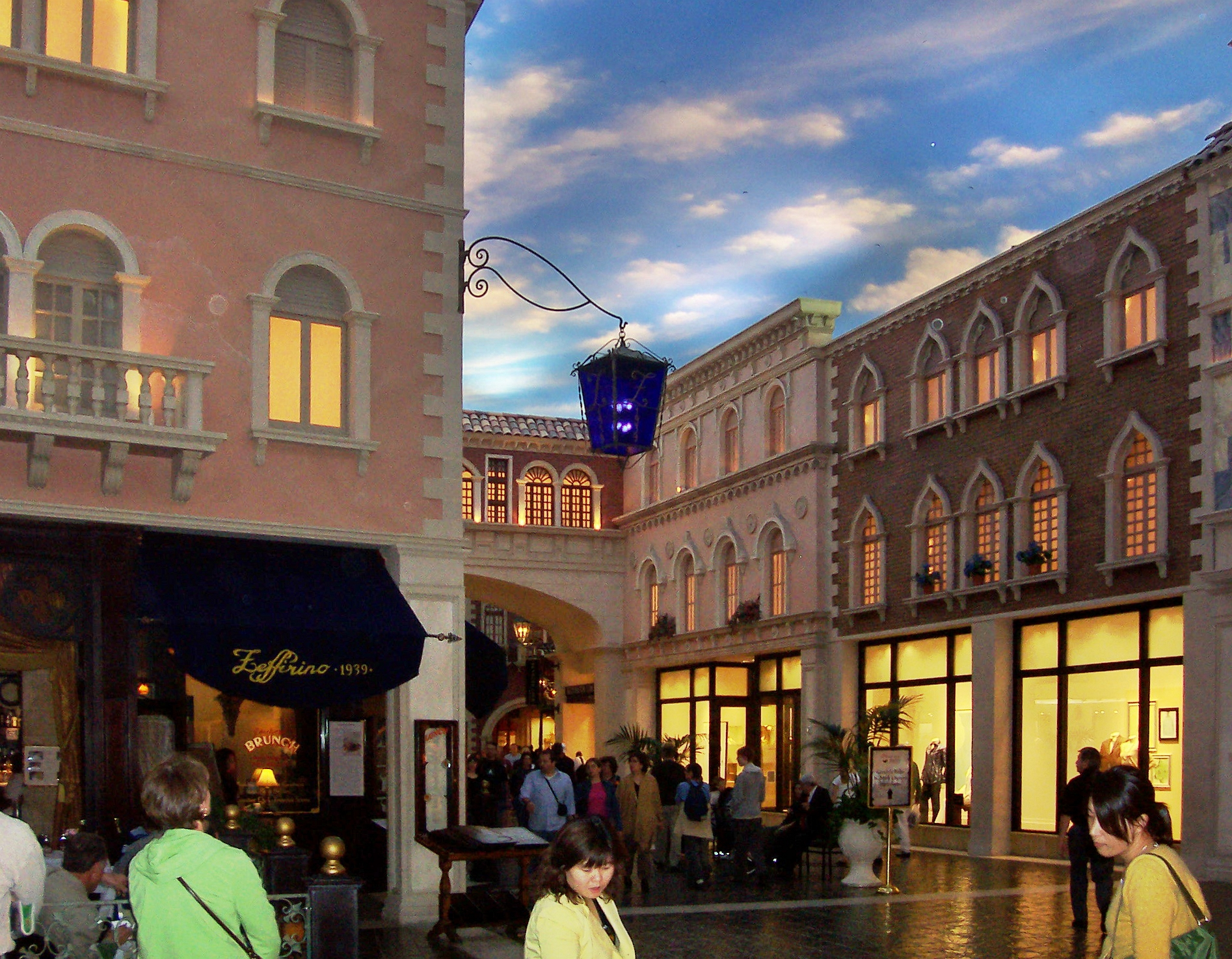
The Grande Canal Shoppes
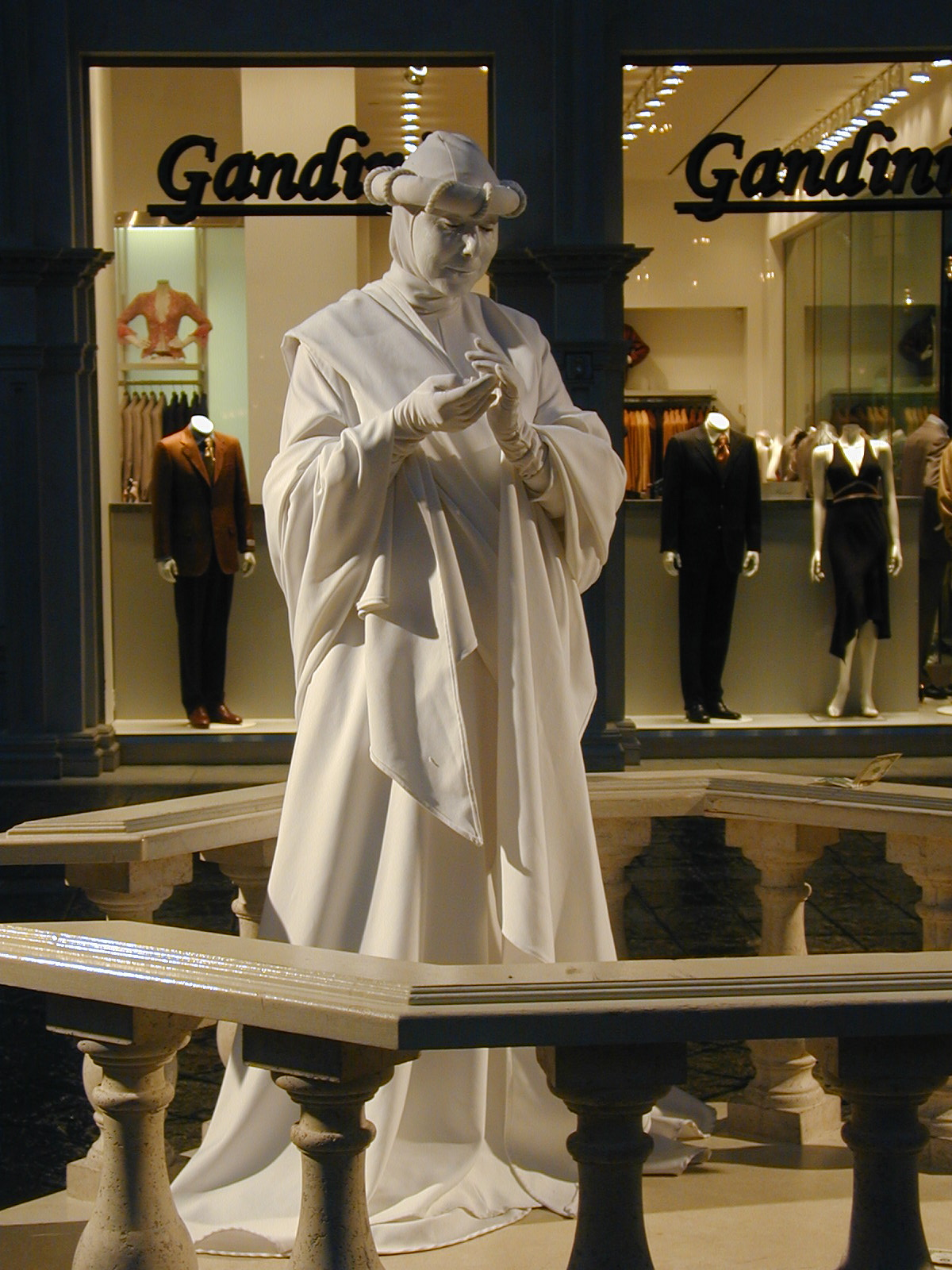
estatua en el Grande Canal Shoppes

- Datos: Q639874
- Multimedia: The Grand Canal Shoppes / Q639874